# Етиопци
С термина етиопци се назовават днешните жители на Етиопия за разлика от древните етиопи.
Етиопците са част от кушитските племена – произлезли от Куш или Хуш, син на Хам. Днешните етиопци не са еднородна етническа група, а включват основно две етнически групи в страната. Въпреки че е въведен терминът „етнически етиопци“, то това е предимно население, което споделя общ произход, съдба и наследство. 
В религията си етиопците са почти 50%: 50% християни към мюсюлмани.